# Naruszewo (village)
Pour les articles homonymes, voir Naruszewo.
Naruszewo (prononciation : [naruˈʂɛvɔ]) est un village polonais de la gmina de Naruszewo dans le powiat de Płońsk de la voïvodie de Mazovie dans le centre-est de la Pologne.
Le village est le siège administratif (chef-lieu) de la gmina appelée gmina de Naruszewo.
Il se situe à environ 12 kilomètres au sud de Płońsk (siège du powiat) et à 56 kilomètres au nord-ouest de Varsovie (capitale de la Pologne).

## Histoire
De 1975 à 1998, le village appartenait administrativement à la voïvodie de Ciechanów.